# سيمونه بينكه
سيمونه بينكه (بالألمانية: Simone Behnke) (ولدت في عام 1967م) هي أديبة ألمانية. تتناول أعمالها القصصية شخصيات لأناس غير عاديين فرض عليهم أن يقوموا بأعمال غريبة. وقد استخدمت في خلفيات القصص أماكن واقعية جدا.
أصدرت سيمونه أول أعمالها الأدبية وهو روايتها لعبة الريش (بالألمانية: Federspiel) في عام 2005م. ومن أعمالها أيضا رواية ليالي منتصف الصيف (Mittsommernächte) في عام 2006م.